# Álvaro XII do Congo
Álvaro XII (Falecido em 1791) foi o manicongo (rei) do Reino do Congo entre 1797 e 1791.

## Biografia
Após o assassinato de Afonso V, possivelmente por envenenamento, Álvaro XII, da casa de Quinzala assume o trono após um acordo com a casa de Água Rosada. Ele é coroado em 22 de junho de 1787 mas morre, ou é deposto em algum momento entre 1791 e 1793. Seus sucessores são membro de diferentes casas, mas sem nenhuma ordem de sucessão clara. 